# ایوان کووان
ایوان کووان (انگلیسی: Yvan Covent; ۱۲ اکتبر ۱۹۴۰ – ۱۹ نوامبر ۲۰۱۱) دوچرخه‌سوار اهل بلژیک بود.